# Blace
Blace (makedonska: Блаце) är en ort i Nordmakedonien. Den ligger i kommunen Brvenica, i den västra delen av landet, 40 kilometer väster om huvudstaden Skopje. Blace ligger 604 meter över havet och antalet invånare är 385.